# 卡尔德塔斯
卡尔德塔斯（西班牙語：Caldetas），是西班牙加泰罗尼亚巴塞罗那省的一个市镇。总面积0.90平方公里，总人口2760人（2013年），人口密度3066人/平方公里。